# یخ آبی (فیلم)
یخ آبی (انگلیسی: Blue Ice) فیلمی بریتانیایی در سبک مهیج به کارگردانی راسل مالکهی است که در سال ۱۹۹۲ منتشر شد. از بازیگران آن می‌توان به مایکل کین، شان یانگ، و ایان هولم اشاره کرد.